# Viața ca o pradă
Viața ca o pradă este un roman autobiografic al scriitorului Marin Preda. A apărut la Editura Albatros în 1977.

## Rezumat
Romanul descrie copilăria și adolescența lui Marin, naratorul, în special perioada sa școlară timpurie. Marin termină  școala primară din satul natal, fiind printre cei mai buni elevi. Apoi încearcă să se înscrie la o școală din Câmpulung, dar este respins din cauza unei probleme la ochi. Se duce cu tatăl său la Mirosi, unde întâlnește un bibliotecar necinstit care le cere 1000 de lei ca să-l înscrie într-o școală, dar le recomandă o școală necorespunzătoare. În schimb, adolescentul este înscris la o școală din Abrud, unde studiază timp de un an. Din cauza războiului, el este transferat la o școală din București. Tatăl lui Marin refuză să plătească taxele de școlarizare acolo, dar reușește să fie admis. El rămâne la școală timp de un an, deoarece este demolată de un cutremur. Marin rămâne în București unde fratele său Nilă lucrează ca paznic într-o clădire. Nu se mai găsesc bani pentru ca el să meargă la școală, așa că își caută un loc de muncă pentru a câștiga bani cu care să-și plătească examenele la o școală privată. El găsește un loc de muncă la calea ferată, dar nu pentru mult timp. Când se întoarce, află că fratele său s-a înrolat în armată și i-a lăsat lui camera liberă. Marin își ia o slujbă la un ziar și apoi la o tipografie, câștigând în cele din urmă suficient pentru a închiria o cameră mai bună. Cu un grup de prieteni el dorește să publice prima sa carte de povestiri și apoi își ia câteva luni de concediu la Sinaia, unde speră să scrie un roman. Nu are nicio inspirație, dar după ce ajunge redactor la Viața Românească, își ia o vacanță mai lungă și se întoarce la Sinaia, unde scrie romanul Moromeții.

## Ecranizări
Împreună cu al doilea volum al romanului Moromeții, Viața ca o pradă a fost sursă de inspirație a filmului Moromeții 2 (2018). Personajul Niculae Moromete din lungmetraj este prezentat spre sfârșitul peliculei cum reușește să se înscrie la un liceu privat și în final se angajează la un ziar unde redactorul-șef îi apreciase povestirea Pârlitul.

## Legături externe
- Clara Margineanu - Când viața devine literatură, jurnalul.ro, 14 Iun 2010